# Beato (Lissabon)
Beato ist eine Gemeinde (Freguesia) im portugiesischen Kreis Lissabon.

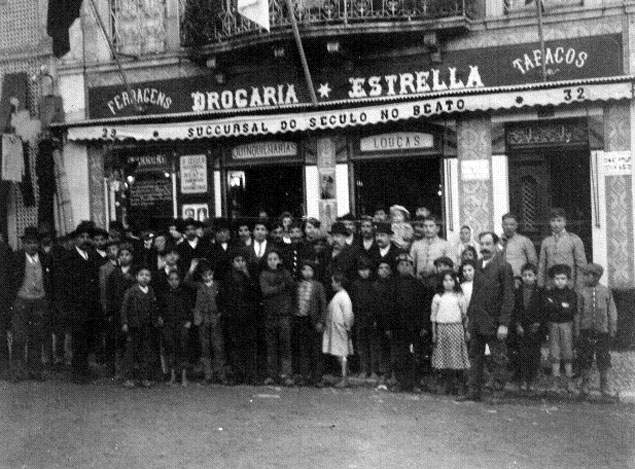
Drogerie Estrella um 1900 (Joshua Benoliel)

 In ihr leben 12.183 Einwohner (Stand 19. April 2021).